# Comté de Sumter (Floride)
Pour les articles homonymes, voir Comté de Sumter.
Le comté de Sumter (Sumter County) est un comté situé dans l'État de Floride, aux États-Unis. Sa population était estimée en 2020 à 129 752 habitants. Son siège est Bushnell. Le comté fut fondé en 1853.

## Histoire
Le comté de Sumter a été créé par l'Assemblée législative de Floride le 8 janvier 1853. Nommé d'après le héros de la guerre indépendance, le général Thomas Sumter, le comté était à l'origine une partie du comté de Marion.
Une grande partie de ce qui est aujourd'hui l'est de Sumter County faisait partie de la réserve indienne originale seminole, établie en vertu du Traité de Moultrie en 1824.
L'une des premières villes établies dans le comté de Sumter était Adamsville. Adamsville a joué un rôle important dans le commerce dans la région en raison de sa proximité avec le chemin de fer et la route télégraphe à travers la région.
En 1860, le premier recensement du comté a montré une population de 1429. Les premiers habitants étaient des fermiers et des cultivateurs d'agrumes. Dans la Convention de Sécession de 1861, comté de Sumter était représenté par David G. Leigh.

## Comtés adjacents
- Comté de Marion (nord)
- Comté de Lake (est)
- Comté de Polk (sud-est)
- Comté de Pasco (sud-ouest)
- Comté de Citrus (ouest)
- Comté de Hernando (ouest)

## Principales villes
- Bushnell (Floride)
- Center Hill (Floride)
- Coleman (Floride)
- Webster (Floride)
- Wildwood (Floride)

## Démographie
Le comté de Sumter a la population la plus âgée des États-Unis. Selon les estimations de 2016, 55 % des habitants du comté ont plus de 65 ans et l'âge médian y est de 66,6 ans. Cela s'explique notamment par la présence de The Villages, une importante communauté pour retraités, sur le territoire du comté,.
| Groupe            | Comté de Sumter | Floride | États-Unis |
| ----------------- | --------------- | ------- | ---------- |
| Blancs            | 86,6            | 75,0    | 72,4       |
| Afro-Américains   | 9,7             | 16,0    | 12,6       |
| Autres            | 1,6             | 3,7     | 6,4        |
| Métis             | 1,2             | 2,5     | 2,9        |
| Asiatiques        | 0,7             | 2,4     | 4,8        |
| Amérindiens       | 0,4             | 0,4     | 0,9        |
| Total             | 100             | 100     | 100        |
|                   |                 |         |            |
| Latino-Américains | 6,0             | 22,5    | 16,7       |

| Indicateur                             | Comté de Sumter | États-Unis |
| -------------------------------------- | --------------- | ---------- |
| Personnes de moins de 5 ans            | 2,0 %           | 6,1 %      |
| Personnes de moins de 18 ans           | 7,2 %           | 22,6 %     |
| Personnes de plus de 65 ans            | 56,9 %          | 15,6 %     |
| Femmes                                 | 50,0 %          | 50,8 %     |
| Personnes par foyer                    | 2,11            | 2,64       |
| Vétérans                               | 15,2 %          | 8,0 %      |
| Personnes nées étrangères à l'étranger | 5,2 %           | 13,2 %     |
| Personnes sans assurance maladie       | 11,7 %          | 10,2 %     |
| Personnes avec un handicap             | 12,6 %          | 8,6 %      |
| Revenus annuels                        | 31 591 $        | 29 829 $   |
| Personnes sous le seuil de pauvreté    | 10,5 %          | 12,3 %     |
| Diplômés du lycée                      | 90,5 %          | 87,0 %     |
| Diplômés de l'université               | 29,8 %          | 30,3 %     |

| 1860  | 1870  | 1880  | 1890  | 1900  | 1910  |
| ----- | ----- | ----- | ----- | ----- | ----- |
| 1 549 | 2 952 | 4 686 | 5 363 | 6 187 | 6 696 |

| 1920  | 1930   | 1940   | 1950   | 1960   | 1970   |
| ----- | ------ | ------ | ------ | ------ | ------ |
| 7 851 | 10 644 | 11 041 | 11 330 | 11 869 | 14 839 |

| 1980   | 1990   | 2000   | 2010   | - | - |
| ------ | ------ | ------ | ------ | - | - |
| 24 272 | 31 577 | 53 345 | 93 420 | - | - |